# Акредитив
Акредитив (лат. accre-ditivus — довірчий): 
1. Документ, що засвідчує права особи, на ім'я якої його видано, отримати в кредитній установі зазначену в акредитиві суму. Оплата акредитива здійснюється кредитною установою в місці пред'явлення його за рахунок грошової суми, яку внесено до ощадної каси або знято з рахунку його власника, або згідно з договором між банками;
2. Форма розрахунків і вид банківського рахунку, за яким здійснюються безготівкові розрахунки. Застосовується в міжнародних розрахунках у комерційних операціях, а також між вітчизняними юридичними особами, коли така форма передбачена договором між постачальником та замовником (покупцем). Акредитив відкривається за дорученням платника в банку, який обслуговує постачальника, на підставі заяви чітко встановленої форми. Джерелом відкриття акредитива можуть бути як внесені кошти покупця, так і кредити банку. Підставою виплати акредитива є надані постачальником реєстри рахунків та транспортних документів, які підтверджують відвантаження вантажу. Виплата коштів може бути обумовлена попереднім акцептом. Кожний акредитив призначений для розрахунків лише з одним постачальником.

## Види акредитивів
Авізований — акредитив, за яким банк-емітент звертається з дорученням до іншого банку, щоб повідомити бенефіціара про відкриття акредитива без зобов'язання з боку авізуючого банку.
Прямо авізований — акредитив, який банк-емітент направляє безпосередньо бенефіціарові. Така форма авізування має певні незручності: не дає змоги контролювати справжність акредитива й ускладнює процес з'ясування платоспроможності банку-емітента.
Безвідкличний акредитив — форма акредитива, який не може бути анульований або змінений банком до настання терміну без згоди на те експортера, на користь якого він відкритий. Є зобов'язанням банку, який його відкрив, але не створює відповідальності цього банку.
Грошовий — видається банком своєму клієнтові на право одержання повної зазначеної в ньому суми або окремими частками в інших банках протягом визначеного часу.
Акредитив з попереднім авізо — акредитив, за яким банк-емітент звертається з дорученням до іншого банку (авізуючого), щоб попередньо повідомити бенефіціара про відкриття акредитива без будь-якого зобов'язання авізуючого банку чи банку-емітента.
Компенсаційний — форма розрахунків за експортно-імпортні операції, за якою у розрахунках за допомогою компенсаційного акредитива. використовують два акредитиви. Перший (основний) акредитив за дорученням іноземного покупця його банк виставляє бенефіціарові-посереднику. Другий — за дорученням бенефіціара-посередника його банк виставляє бенефіціарові-постачальнику товарів.
Неподільний — акредитив, яким передбачена оплата суми поставок товарів (здебільшого експортних) лише після завершення поставки у повному обсязі, передбаченому угодою (контрактом).
Непокритий — акредитив, оплату за яким у разі тимчасової відсутності у платника коштів гарантує банк-емітент шляхом надання банківського кредиту.
Переказний — акредитив, який може бути переданий для будь-яких розрахунків іншій особі (іншому власнику).
Покритий — акредитив, за яким банк переводить власні кошти платника, що містяться на його рахунку, або наданий йому кредит у розпорядження банку-постачальника.
Поновлюваний — акредитив, який призначається для багатьох почергових платежів при регулярних оплатах товарів стабільному учасникові торговельної угоди — постачальнику товарів, який здійснює поставки товарів з інтервалом, у певні проміжки часу.
Револьверний — акредитив, відповідно до якого оплата за відвантажені товари проводиться почергово за фактом відвантаження (оплачується лише певна частина партії реально відвантаженого товару від загальної суми поставок, передбачених контрактом).
Трансферабельний акредитив — акредитив, право використання якого може бути повністю або частково передано другому бенефіціару або декільком другим бенефіціарам на прохання першого бенефіціара.